# Not to Touch the Earth
«Not to Touch the Earth» es una canción de 1968 del grupo de rock estadounidense The Doors, contenida en su tercer álbum de estudio, Waiting for the Sun.
Se deriva del mítico poema de Jim Morrison "Celebration of the Lizard". Una grabación del poema se intentó en los periodos de sesiones para el álbum, pero solo la pieza musical de "Not to Touch the Earth" se consideró apta para su edición.
Se caracteriza por su frenético ritmo, el cual permanece casi invariable a lo largo de toda la pieza.

## Significado
La canción comienza así: "Not to touch the Earth, not to see the sun..." ("No tocar la Tierra, para no ver el sol ..."). Estos son subcapítulos del capítulo 60 de la novela The Golden Bough (La Rama Dorada) de James Frazer. El capítulo se llama "Between Heaven and Earth", ("Entre el Cielo y la Tierra"), con el subcapítulo 1, "No tocar la Tierra", y el subcapítulo 2, "Para no ver el sol". 
Estos  subcapítulos detallan tabúes contra ciertas personas (generalmente de la realeza o sacerdotes) caminando sobre el suelo o que el sol incide directamente sobre ellos. Frazer había señalado que estas supersticiones eran recurrentes en muchas culturas primitivas, y parecía estar relacionado con las tradiciones y tabúes relativos a la menarquia y los ritos femeninos, por lo tanto, después de la iniciación. 
La obra de Frazer fue una influencia en Morrison, de acuerdo con la biografía No One Here Gets Out Alive.
- Datos: Q3878686